# Asilus gamaxus
Asilus gamaxus är en tvåvingeart som beskrevs av Walker 1851. Asilus gamaxus ingår i släktet Asilus och familjen rovflugor. Inga underarter finns listade i Catalogue of Life.